# Machaonia grandis
Machaonia grandis är en måreväxtart som beskrevs av Herbert Fuller Wernham. Machaonia grandis ingår i släktet Machaonia och familjen måreväxter.
Artens utbredningsområde är Colombia. Inga underarter finns listade i Catalogue of Life.